# ラティスボーン
マリー＝アルフォンス・ラティスボーン, N.D.S., (男性、1814年5月1日、フランス、アルザス、ストラスブール - 1884年5月6日、オスマン帝国、エルサレム、ムタサリファーのエイン・カレム）は、フランスのユダヤ人で不可知論者であったがカトリックに改宗し、イエズス会のカトリック司祭、宣教師となった人物である。ユダヤ人のカトリック信仰への改宗を目的とした修道会「シオンの聖母会」の共同創設者である。

## 経歴
1814年5月1日、フランス・アルザス地方のストラスブールに、ユダヤ系銀行家のオーギュスト・ラティスボーンとその妻アデライド・セルフベールの間に生まれた13人の子供のうち11番目として生まれた。父親はアルザス地方議会の議長を務めていた。4歳の時に母親を亡くしたが、彼の天性の魅力に惹かれた家族が彼の養育を担当した。一家はフランスの世俗社会に同化していたが、社会正義の意識が強く、その価値観の中で彼は育った。
兄のテオドールは1827年、キリスト教に改宗し、1830年にカトリックの司祭になった。

## カトリックへの改宗
パリで法律を学んだ後、ラティスボーンは家業の銀行に入社し、16歳の姪との婚約を発表した。1842年1月、花嫁の年齢を理由に結婚が延期されたため、ローマに遊学に出かける。この頃、カトリック教徒の友人から「不思議のメダイ」を身につけて祈るように熱心に勧められる。不可知論者であった彼はカトリックを毛嫌いしていたが、その友人があまりにも熱心に勧めるため根負けして彼の言う通りにした。すると、十字架の夢を見るようになり、満足に眠れなくなった。1月20日、サンタンドレア・デッレ・フラッテ教会に入り、聖母マリアの幻視を体験する。この体験により、カトリック教会の洗礼を受けるように導かれた。 洗礼の際、自分の洗礼名にマリー（Marie、マリアのフランス語）を付けたのは、自分の人生において聖母マリアが果たした役割を反映させたものであったと考えられている。
アルフォンスはパリに戻り、婚約者に新しく見つけた信仰を宣言し、彼女にも信仰を共有するように勧めた。しかし、姪はこれを涙ながらに拒絶した。同年6月、イエズス会に入会し、1848年に司祭に叙階された。

## 宣教活動
兄テオドールは、自身が改宗した後、同胞であるユダヤ人のキリスト教信仰への改宗のために働くことに惹かれていた。1842年、ラティスボーンがローマを訪れた際、教皇グレゴリウス16世は、アルフォンスの発案であるこの活動を祝福した。その後、テオドールはアルフォンスから提案された、キリスト教圏にユダヤ人の子どもたちのための学校を設立することを実行に移す。このとき、彼のもとに2人のユダヤ人姉妹が精神的な相談に訪れ、やがて彼女たちもキリスト教に改宗した。彼女たちは、1847年に設立されたシオンの聖母修道会の核となった。
1850年、アルフォンスはブレストの刑務所で受刑者のための宣教活動に従事するようになったが、2年後、兄と一緒に自分たちの民族のための宣教に参加するよう召命を感じ、次のように記した。
私の改心と司祭職への召命における神の意志は、明らかに私がイスラエルの救いのために働くよう運命づけられていることを認識した。
イエズス会総長ヤン・フィリップ・ルートハーンの認可と教皇ピウス9世の祝福を受け、アルフォンスは兄と合流するためにイエズス会を去った。二人の兄弟は、彼らの使命に引き寄せられた他の数人の司祭とともに、1852年に男子修道会を形成した。アルフォンスは1855年にパレスチナに移り、修道会のシスターたちのために修道院を開設した。彼は残りの生涯をそこで過ごすことになる。
1858年、ラティスボーンはエルサレム旧市街にエッケ・ホモ修道院を設立。1860年、当時エルサレム郊外の村だったエイン・カレムの丘の上に聖ヨハネ修道院を設立した。また、1874年、修道会の司祭たちのためにラティスボーン修道院を設立し、これは現在、エルサレムのレハビア地区にあるサレジオ会の学習センターとなっている。
ラティスボーンは1884年5月6日にエイン・カレムにて死去し、修道院の墓地に埋葬された。